# П'єтріш (Олт)
П'єтріш (рум. Pietriș) — село у повіті Олт в Румунії. Входить до складу комуни Балдовінешть.
Село розташоване на відстані 162 км на захід від Бухареста, 24 км на захід від Слатіни, 20 км на північний схід від Крайови.

## Населення
За даними перепису населення 2002 року у селі проживали 360 осіб, усі — румуни. Усі жителі села рідною мовою назвали румунську.